# 康比聚居地 (佛羅里達州)
康比聚居地（英語：Combee Settlement）是位於美國佛羅里達州波爾克縣的一個人口普查指定地區。

## 地理
康比聚居地的座標為27°03′29″N 81°54′34″W / 27.05806°N 81.90944°W，而該地最高點為海拔高度40米（即131英尺）。

## 人口
根據2010年美國人口普查的數據，康比聚居地的面積為5.50平方千米，當中陸地面積為5.50平方千米，而水域面積為0.00平方千米。當地共有人口5436人，而人口密度為每平方千米988人。